# Mons Dieter
Mons Dieter är ett berg på den sida av månen som vetter bort från jorden. Det har en storlek vid basen av omkring 20 kilometer. Berget fick sitt namn 1976 efter ett tyskt mansnamn.
Mons Dieter ligger alldeles sydväst om Mons Dilip, i närheten av månkratrarna Michelson och den stora Hertzsprung.